# Miloň Zemen
Miloň Zemen (27. prosince 1923, Praha – 20. ledna 1986, Český Krumlov) byl farář Církve československé husitské.

## Život
Narodil se 27. prosince 1923 v Praze v rodině vojáka a ruského legionáře Josefa Zemena a jeho ženy Anny. Vlivem branického faráře Stanislava Peldy se rozhodl pro studia bohosloví. V prosinci 1944 vstoupil do manželství s Martou, rozenou Grossovou. Zakrátko (31. května 1945) se manželé radovali a děkovali za narození dcery Zorky. 
Po osvobození bylo Zemenovo vnitřní povolání ke kněžství dokonáno, když jej 26. srpna 1945 biskup Jan Amos Tabach v Kolíně vysvětil na kněze 
Jáhenské svěcení přijal od biskupa Ferdinanda Stibora 25. února 1943. První farářskou štací se mu stalo Kladno. V městě oceli prožil 5 let. Od počátku vynikal hloubkou své zbožnosti a opravdovostí své víry. Takto zde na jeho službu vzpomínají například členové Jednoty mládeže. Poprvé zde byl také výrazněji konfrontován s nastupující komunistickou mocí, když byl pro své aktivity v YMCA v roce 1948 odvezen k výslechu. 
V roce 1950 byla z rozhodnutí III. řádného sněmu Církve československé husitské ustavena nová plzeňská diecéze, do jejíž rokycanské náboženské obce byl Miloň Zemen jmenován jako zatímní farář. Od tohoto data už hranice této diecéze během své farářské služby neopustil a stal se jedním ze sloupů jejího duchovenského sboru, o který se mohl biskup Arnošt Šimšík i jeho nástupci opřít. V polovině roku 1953 byl přeložen do Karlových Varů. 
V okrsku úzce spolupracoval zejména s podbořanským farářem Františkem Kostkou a žlutickým Jiřím Bauerem. Byli si lidsky i teologicky blízko a potřebovali se navzájem sdílet, vytvářet duchovní jednotu, která je nesla. Nepřekvapí, že se tak coby „nepřátelská osoba“ ocitl v hledáčku Státní bezpečnosti a s karlovarskou náboženskou obcí se musel velice rychle loučit. K 1. září 1959 byl z nařízení církevního tajemníka přeložen do Českého Krumlova, kde sloužil až do konce svého života. Když se v druhé polovině 60. let začalo uvnitř Církve československé husitské kolem osobnosti faráře Václava Mikuleckého utvářet společenství živé víry, které se snažilo pohnout stojatými a někdy i smrdutými církevními vodami, stal se zcela přirozeně jedním z jeho nepostradatelných aktivních členů.